# Sándor Noszály
Sándor Noszály, né le 16 mars 1972 à Budapest, est un ancien joueur de tennis professionnel hongrois.

## Carrière
Son unique titre au palmarès est acquis lors du Challenger de Tachkent en double avec Karim Alami en 1994.
En simple, ses meilleurs résultats sont une finale au Challenger de Bucarest en 1993, un huitième de finale à Stuttgart en 1994, un quart de finale à Kitzbühel et une demi-finale à Bucarest en 1995.
Il a participé à deux olympiades : 1992 et 1996.
Il a aussi été membre de l'Équipe de Hongrie de Coupe Davis dans laquelle il a joué de 1989 à 1996. En 1994 face à la France, il perd son premier simple face à Arnaud Boetsch puis le second, sans enjeu, face à Henri Leconte. En 1996, de nouveau dans le groupe mondial face à la République Tchèque, il est battu par Petr Korda en simple puis par Cyril Suk et Daniel Vacek en double, avec Gábor Köves.
En 2014, alors âgé de 42 ans, il a participé aux qualifications du tournoi de Newport grâce à une invitation.

## Parcours dans les tournois duGrand Chelem

### En simple
| Année | Open d'Australie | Open d'Australie | Internationaux de France | Internationaux de France | Wimbledon       | Wimbledon      | US Open | US Open |
| ----- | ---------------- | ---------------- | ------------------------ | ------------------------ | --------------- | -------------- | ------- | ------- |
| 1991  | —                | —                | 1er tour (1/64)          | Pat Cash                 | —               | —              | —       | —       |
| 1995  | —                | —                | —                        | —                        | 1er tour (1/64) | Jeff Tarango   | —       | —       |
| 1996  | 1er tour (1/64)  | Peter Tramacchi  | 1er tour (1/64)          | Richard Krajicek         | 1er tour (1/64) | Grant Stafford | —       | —       |

N.B. : à droite du résultat se trouve le nom de l'ultime adversaire.

### En double
| Année | Open d'Australie | Open d'Australie | Internationaux de France | Internationaux de France | Wimbledon                | Wimbledon          | US Open | US Open |
| ----- | ---------------- | ---------------- | ------------------------ | ------------------------ | ------------------------ | ------------------ | ------- | ------- |
| 1993  | —                | —                | —                        | —                        | 1er tour (1/32) J. Garat | P. Albano J. Frana | —       | —       |

N.B. : le nom du ou de la partenaire se trouve sous le résultat ; le nom des ultimes adversaires se trouve à droite.